# Grube Prinz von Hessen
Die Grube Prinz von Hessen ist ein ehemaliger Tagebau im Oberwald im Nordosten von Darmstadt. Das ausgekohlte Restloch der Grube füllte sich nach der Einstellung der Wasserhaltung mit Grund- und Regenwasser, wodurch ein mehr als 6 ha großer See entstand.

## Geologie / Entstehung des Vorkommens
Die Grube Prinz von Hessen liegt im nördlichen Vorland des Odenwalds, im Sprendlinger Horst, einem durch vulkanische Aktivität entstandenen Höhenzug am Ostrand des Oberrheingrabens. Wie Bohrungen aus dem Jahr 2001 zeigten, bildeten sich hier in ehemaligen Vulkankratern flache Süßwasserseen (Maare) mit starker Vegetation. Im sauerstoffarmen Wasser verwitterten hineingefallene Pflanzenteile nur langsam, sanken auf den Grund ab und bildeten Ölschiefer und andere Sedimente. Der Ölschiefer besteht aus einem Gemisch aus Braunkohle, bituminösem Tonstein und Raseneisenstein vermischt mit Lagen aus Mergel, Sand und Feinkies.
Die Grube Prinz von Hessen liegt nur etwa 2 km südwestlich der Grube Messel, die als Fossilienfundstätte und Welterbe der UNESCO bekannt ist und wo ebenfalls Ölschiefer und Braunkohle abgebaut wurde. Die Vorkommen sind geologisch verwandt und etwa zeitgleich im Eozän vor rund 47 Millionen Jahren, entstanden.

## Geschichte der Grube
Die Betreibergesellschaft der Grube Messel, die Gewerkschaft Messel, führte ab Ende des 19. Jahrhunderts in der Umgebung von Messel eine Reihe von Mutungsbohrungen durch, um neue Vorkommen zu erschließen. Unter anderem wurde sie 1908 südöstlich von Messel in einem Waldgebiet, das der Stadt Darmstadt gehörte, fündig. Am 14. August 1909 wurde ihr, für die nun entstehende Grube Prinz von Hessen, das Recht auf den Abbau von Braunkohle verliehen. Auf wen sich der Name der Grube Prinz von Hessen bezieht, ist unklar. Lebende Prinzen des damals im Großherzogtum Hessen regierenden Hauses waren:
- Erbprinz Georg Donatus von Hessen und bei Rhein (1906–1937)
- Prinz Ludwig von Hessen und bei Rhein (1908–1968)

Zwischen 1909 und 1924 wurde die Grube Prinz von Hessen betrieben. Die hier abbaubare Kohle, das stellte sich schnell heraus, eignete sich allerdings nicht dazu, um sie in den entsprechenden Anlagen der Grube Messel zu verschwelen. Daraufhin wurde bereits ab 1910 daran gearbeitet, die Grube Prinz von Hessen aus dem Betrieb der Gewerkschaft Messel auszugliedern. Dazu wurde ein Konsortium gebildet, an dem sich auch die Stadt Darmstadt beteiligte. Die Parteien begaben sich jedoch in grundsätzliche Auseinandersetzungen und so dauerte es bis 1916, dass der Betrieb der Grube in eine eigene, neu gegründete Gewerkschaft Prinz von Hessen ausgelagert werden konnte. Während dieser Zeit tätigte die Gewerkschaft Messel weitere Aufschlussarbeiten, so dass es in den letzten Jahren des Ersten Weltkriegs zur kommerziellen Förderung kam. Der Abbau erfolgte im Trichterschurrenbetrieb. Abgebaut wurden Braun- und Schieferkohle („Ölschiefer“). Von der Grube wurde das Abbauprodukt mit Pferdefuhrwerken abgefahren.
Zum Zeitpunkt des größten Ausbaus erreichte die Grube eine Tiefe von bis zu 40 m unter der damaligen Geländeoberfläche. Hier arbeiteten bis zu 150 Bergleute. Über eine Kettenbahn wurde die gewonnene Kohle zur Verladestelle am Nordrand der Grube gefördert. Für den horizontalen Abtransport des Abraums vom Grubenrand zu einer benachbarten Halde bestand eine Grubenfeldbahn auf der sowohl Dampf- als auch Benzollokomotiven eingesetzt wurden.
Nach dem Ersten Weltkrieg wurde die Grube von der Stadt Darmstadt genutzt, um deren Einwohner mit Hausbrand zu versorgen. Die Qualität der Braunkohle für diesen Zweck wurde gelobt. Die Stadt hatte für die Kohle einen eigenen Verkauf eingerichtet. Nach dem Ende der Mangelwirtschaft infolge des Ersten Weltkriegs erwies sich die Kohle aus der Grube gegenüber anderen im Handel angebotenen Produkten allerdings nicht mehr als konkurrenzfähig. Die mangelnde Größe des Vorkommens, die Qualität des Abbauprodukts und der mangelhafte Anschluss der Grube an leistungsfähige Verkehrsträger bewirkte, dass der Betrieb bereits 1924 eingestellt wurde. Nach Abschaltung der Sümpfungspumpen füllte sich das Restloch schnell mit Grundwasser.

## Nutzung des Restsees
Der entstandene Waldsee (Größe ca. 130 m × 400 m, 6,3 ha; Tiefe bis zu 13 m, mittlere Tiefe 5,41 m) ist durch seine abgeschiedene Lage heute ein beliebter Badesee, an dem auch seit Jahrzehnten FKK-Baden praktiziert wird. Es gibt eine Liegewiese und einen Badestrand, der aber nur am Wochenende im Sommer von der DLRG beaufsichtigt wird. Wassersport und Sporttauchen sind nicht erlaubt, ebenso Grillen und offenes Feuer wegen der Nähe zum Wald (Brandgefahr).
Insbesondere außerhalb der Badesaison bewirtschaftet der Darmstädter Angelverein den See als Fischgewässer.
Seit 1967 besteht die Erlaubnis zu Wasserentnahme durch die Firma Ytong (heute Xella), was insbesondere 2019 zu einem sichtbaren Absinken des Wasserstands geführt hat.
Die ehemalige Grube gehört als Station Nr. 43 zur Route der Industriekultur Rhein-Main Darmstadt Nord.